# یونیس
یونیس (انگلیسی: U&iS) گروه دخترانۀ اهل کره جنوبی است که زیر نظر اف‌انداف انترتینمنت فعالیت می‌کند. این گروه از هشت عضو تشکیل شده است: هیون‌جو، نانا، گه‌لی، کوتوکو، یون‌ها، الیزیا، یونا و سووون. آن‌ها در ۲۷ مارس ۲۰۲۴ با آلبوم چندآهنگه ما یونیس هستیم شروع به کار کردند. اولین آلبوم تک‌آهنگ آن‌ها کنجکاو در ۶ اوت ۲۰۲۴ منتشر شد.

## نام
نام گروه از مخفف «U&I Story» و همچنین «Univers Is Started» گرفته شده که نمادی از تمایل اعضای گروه برای ادامۀ نوشتن داستان‌های خود برای دستیابی به رویاهایشان است که در Universe Ticket آغاز شد.